# 饶克勤
饶克勤（1957年—），男，汉族，湖北人，中华人民共和国政治人物，曾任中华医学会党委书记、副会长。现任第十三届全国政协委员。